# Bagoué (Côte d'Ivoire)
Le Bagoué est une région de la Côte d'Ivoire située dans le district des Savanes. Elle porte le nom du fleuve Bagoué. En 2021, sa population est estimée à 515 890 habitants. 

## Historique
L’appellation Bagoué vient de la déformation de Bagbè qui veut dire "fleuve blanche". 

## Géographie
La région de Bagoué fait partie du District des Savanes avec la région du Poro et celle de Tchologo. La région du Bagoué est localisée au nord de la Côte d'Ivoire. Elle regroupe trois départements que sont les départements de Boundiali, de Kouto et de Tengrela. Cette région compte sept communes, quatorze sous-préfectures que sont Boundiali, Ganaoni, Siempurgo, Kasséré, Baya, Kouto, Gbon, Kolia, Sianhala,  Blessegué, Tengrela, Kanakono, Débètè et Papara et cent vingt-six villages,,. 